# ملعب مدينة بودغوريتسا
ملعب مدينة بودغوريتسا هو ملعب متعدد الاستخدام يقع في بودغوريتسا عاصمة الجبل الأسود . غالبا ما يتم استخدامه لمباريات كرة القدم . يسع الملعب لجلوس 17 ألف متفرج . يعتبر الملعب الرسمي الذي يخوض فيه منتخب الجبل الأسود مبارياته الدولية . تم افتتاح الملعب في سنة 1945 .